# UEFA-Pokal 2003/04

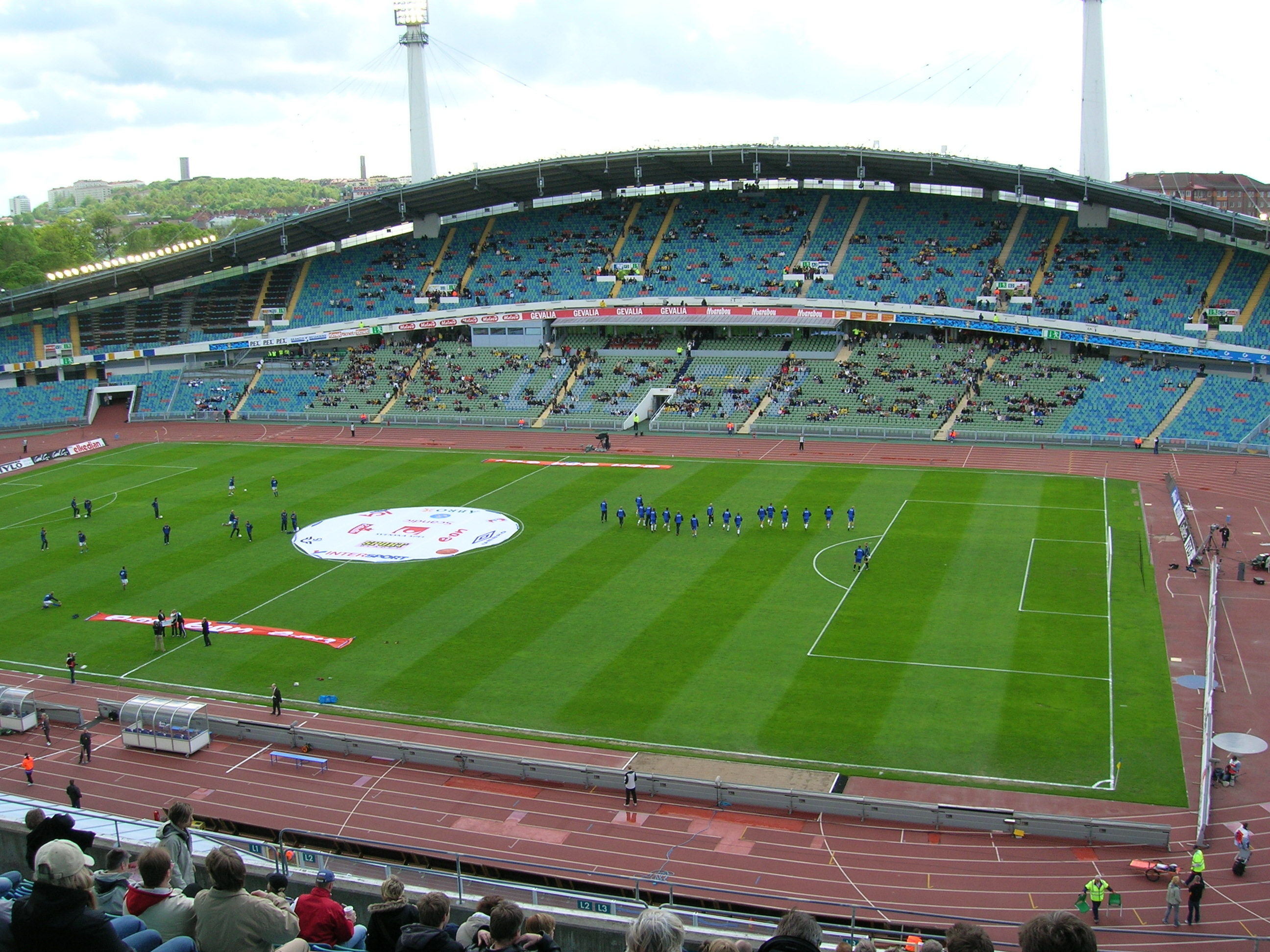
Das Ullevi-Stadion in Göteborg

Der UEFA-Pokal 2003/04 war die 33. Auflage des Wettbewerbs und wurde vom FC Valencia gegen Olympique Marseille mit 2:0 gewonnen. Das Finale fand im Ullevi-Stadion in Göteborg statt.

## Modus
Zur Teilnahme berechtigt waren alle Vereine, die in zu Ende vergangenen Saison einen der durch die UEFA-Fünfjahreswertung geregelten UEFA-Cup-Plätze belegt hatten. Wie im Vorjahr qualifizierten sich wieder drei Klubs über den UEFA Intertoto Cup für die 1. Runde. Der Wettbewerb wurde in sieben Runden in Hin- und Rückspielen (außer Finale) ausgetragen. Bei Torgleichstand entschied zunächst die Anzahl der Auswärts erzielten Tore, danach eine Verlängerung, wurde in dieser nach zweimal 15 Minuten keine Entscheidung erreicht, folgte ein Elfmeterschießen, bis der Sieger ermittelt war. Zur 3. Runde stießen zudem die acht aus der Gruppenphase der Champions League als Drittplatzierte ausgeschiedenen Vereine zum Teilnehmerfeld.

## Qualifikation
Die Hinspiele fanden am 14. August, die Rückspiele am 28. August 2003 statt.
|                                  | Gesamt    |                        | Hinspiel | Rückspiel |
| -------------------------------- | --------- | ---------------------- | -------- | --------- |
| Haka Valkeakoski                 | (a)2:2(a) | Hajduk Split           | 2:1      | 0:1       |
| FK Sarajevo                      | 1:4       | FK Sartid              | 1:1      | 0:3       |
| FK Ventspils                     | (a)3:3(a) | Wisła Płock            | 1:1      | 2:2       |
| FK Atyrau                        | 1:6       | Lewski Sofia           | 1:4      | 0:2       |
| FK Njoman Hrodna                 | (a)1:1(a) | Steaua Bukarest        | 1:1      | 0:0       |
| FC Levadia Maardu                | 3:6       | NK Varaždin            | 1:3      | 2:3       |
| FK Viktoria Žižkov               | 6:1       | Schenis Astana         | 3:0      | 3:1       |
| KS Dinamo Tirana                 | 1:7       | SC Lokeren             | 0:4      | 1:3       |
| FK Cementarnica 55 Skopje        | (a)1:1(a) | GKS Katowice           | 0:0      | 1:1       |
| FK Matador Púchov                | 6:0       | Sioni Bolnissi         | 3:0      | 3:0       |
| Ekranas Panevėžys                | 2:3       | Debreceni VSC          | 1:1      | 1:2 n.SG  |
| Myllykosken Pallo -47            | 5:4       | BSC Young Boys         | 3:2      | 2:2       |
| NK Publikum Celje                | 12:20     | FK Belasica Strumica   | 7:2      | 5:0       |
| FC Kärnten                       | 3:2       | UMF Grindavík          | 2:1      | 1:1       |
| Torpedo Moskau                   | 9:0       | FC Domagnano           | 5:0      | 4:0       |
| FC Artmedia Petržalka            | 2:0       | F91 Düdelingen         | 1:0      | 1:0       |
| APOEL Nikosia                    | 5:1       | Derry City             | 2:1      | 3:0       |
| Etzella Ettelbrück               | 1:9       | NK Kamen Ingrad Velika | 1:2      | 0:7       |
| Cwmbran Town                     | 0:6       | Maccabi Haifa          | 0:3      | 0:3       |
| KS Vllaznia Shkodra              | 0:6       | FC Dundee              | 0:2      | 0:4       |
| Esbjerg fB                       | 9:1       | FC Santa Coloma        | 5:0      | 4:1       |
| Dinamo Bukarest                  | 6:3       | FK Liepājas Metalurgs  | 5:2      | 1:1       |
| Molde FK                         | 6:0       | KÍ Klaksvík            | 2:0      | 4:0       |
| FC Nordsjælland                  | 6:0       | FC Schirak Gjumri      | 4:0      | 2:0       |
| Litex Lowetsch                   | 0:2       | Zimbru Chișinău        | 0:0      | 0:2       |
| FC Vaduz                         | 0:2       | FK Dnipro              | 0:1      | 0:1       |
| Coleraine FC                     | 2:6       | União Leiria           | 2:1      | 0:5       |
| FC Birkirkara                    | 0:6       | Ferencváros Budapest   | 0:5      | 0:1       |
| Hapoel Tel Aviv                  | 3:2       | FC Banants Jerewan     | 1:1      | 2:1       |
| Brøndby IF                       | 5:0       | FK Dinamo Minsk        | 3:0      | 2:0       |
| Malmö FF                         | 6:0       | Portadown FC           | 4:0      | 2:0       |
| Odense BK                        | 4:1       | FC TVMK Tallinn        | 1:1      | 3:0       |
| Dyskobolia Grodzisk Wielkopolski | 6:1       | Atlantas Klaipėda      | 2:0      | 4:1       |
| Roter Stern Belgrad              | 8:2       | FC Nistru Otaci        | 5:0      | 3:2       |
| NK Olimpija Ljubljana            | 4:2       | Shelbourne FC          | 1:0      | 3:2       |
| RC Lens                          | 5:0       | Torpedo Kutaissi       | 3:0      | 2:0       |
| NSÍ Runavík                      | 1:9       | Lyn Oslo               | 1:3      | 0:6       |
| FK Željezničar Sarajevo          | 4:1       | Anorthosis Famagusta   | 1:0      | 3:1       |
| AIK Solna                        | 1:0       | Fylkir Reykjavík       | 1:0      | 0:0       |
| Manchester City                  | 7:0       | The New Saints FC      | 5:0      | 2:0       |
| FC Valletta                      | 0:4       | Neuchâtel Xamax        | 0:2      | 0:2       |

## 1. Runde
Der FC Schalke 04, der FC Villarreal und AC Perugia Calcio qualifizierten sich über den UEFA Intertoto Cup 2003 für die 1. Runde.
Die Hinspiele fanden am 24. September, die Rückspiele am 15. Oktober 2003 statt.
|                           | Gesamt          |                                  | Hinspiel | Rückspiel |
| ------------------------- | --------------- | -------------------------------- | -------- | --------- |
| Hapoel Ramat Gan          | 0:5             | Lewski Sofia                     | 0:1      | 0:4       |
| ZSKA Sofia                | 2:2 (2:3 i. E.) | Torpedo Moskau                   | 1:1      | 1:1 n. V. |
| Panionios Athen           | 3:1             | FC Nordsjælland                  | 1:0      | 2:1       |
| FK Sartid                 | 2:4             | Slavia Prag                      | 1:2      | 1:2       |
| Gençlerbirliği Ankara     | 4:2             | Blackburn Rovers                 | 3:1      | 1:1       |
| Maccabi Haifa             | 4:3             | NK Celje                         | 2:1      | 2:2       |
| Dinamo Zagreb             | 3:1             | MTK Hungária FC                  | 0:0      | 3:1       |
| Hertha BSC                | 0:1             | Dyskobolia Grodzisk Wielkopolski | 0:0      | 0:1       |
| FK Cementarnica 55 Skopje | 0:6             | RC Lens                          | 0:1      | 0:5       |
| Vålerenga IF              | (a)1:1(a)       | Grazer AK                        | 0:0      | 1:1       |
| NK Varaždin               | 3:6             | Debreceni VSC                    | 1:3      | 2:3       |
| Spartak Moskau            | 3:1             | Esbjerg fB                       | 2:0      | 1:1       |
| Metalurh Donezk           | 1:4             | AC Parma                         | 1:1      | 0:3       |
| Myllykosken Pallo -47     | 0:3             | FC Sochaux-Montbéliard           | 0:1      | 0:2       |
| Brøndby IF                | 2:0             | FK Viktoria Žižkov               | 1:0      | 1:0       |
| SV Austria Salzburg       | (a)2:2(a)       | Udinese Calcio                   | 0:1      | 2:1       |
| 1. FC Kaiserslautern      | 1:3             | FK Teplice                       | 1:2      | 0:1       |
| Zimbru Chișinău           | 2:3             | Aris Saloniki                    | 1:1      | 1:2       |
| União Leiria              | 2:3             | Molde FK                         | 1:0      | 1:3       |
| FC Utrecht                | 6:0             | MŠK Žilina                       | 2:0      | 4:0       |
| Dinamo Bukarest           | 5:2             | Schachtar Donezk                 | 3:2      | 2:0       |
| FK Matador Púchov         | 1:9             | FC Barcelona                     | 1:1      | 0:8       |
| FK Ventspils              | 01:10           | Rosenborg Trondheim              | 1:4      | 0:6       |
| Gaziantepspor             | 1:0             | Hapoel Tel Aviv                  | 1:0      | 0:0       |
| Malatyaspor               | 2:3             | FC Basel                         | 0:2      | 2:1 n.SG  |
| APOEL Nikosia             | 3:6             | RCD Mallorca                     | 1:2      | 2:4       |
| Grasshopper Club Zürich   | (a)1:1(a)       | Hajduk Split                     | 1:1      | 0:0       |
| R.A.A. La Louvière        | 1:2             | Benfica Lissabon                 | 1:1      | 0:1       |
| FC Dundee                 | 1:3             | AC Perugia Calcio                | 0:1      | 1:2       |
| Odense BK                 | 5:6             | Roter Stern Belgrad              | 2:2      | 3:4       |
| Ferencváros Budapest      | 2:2 (2:3 i. E.) | FC Kopenhagen                    | 1:1      | 1:1 n. V. |
| NK Olimpija Ljubljana     | 1:4             | FC Liverpool                     | 1:1      | 0:3       |
| AIK Solna                 | 0:2             | FC Valencia                      | 0:1      | 0:1       |
| PAOK Thessaloniki         | 3:1             | Lyn Oslo                         | 0:1      | 3:0       |
| FK Austria Wien           | 1:3             | Borussia Dortmund                | 1:2      | 0:1       |
| Newcastle United          | 6:0             | NAC Breda                        | 5:0      | 1:0       |
| Heart of Midlothian       | 2:0             | FK Željezničar Sarajevo          | 0:0      | 2:0       |
| AJ Auxerre                | 2:0             | Neuchâtel Xamax                  | 1:0      | 1:0       |
| FC Southampton            | 1:2             | Steaua Bukarest                  | 1:1      | 0:1       |
| AS Rom                    | 5:1             | Vardar Skopje                    | 4:0      | 1:1       |
| Manchester City           | 4:2             | SC Lokeren                       | 3:2      | 1:0       |
| FC Villarreal             | 3:2             | Trabzonspor                      | 0:0      | 3:2       |
| Sporting Lissabon         | 3:0             | Malmö FF                         | 2:0      | 1:0       |
| NK Kamen Ingrad Velika    | 0:1             | FC Schalke 04                    | 0:0      | 0:1       |
| Hamburger SV              | 2:4             | FK Dnipro                        | 2:1      | 0:3       |
| Wisła Krakau              | 4:2             | NEC Nijmegen                     | 2:1      | 2:1       |
| Feyenoord Rotterdam       | 3:1             | FC Kärnten                       | 2:1      | 1:0       |
| Girondins Bordeaux        | 3:2             | FC Artmedia Petržalka            | 2:1      | 1:1       |

## 2. Runde
Die Hinspiele fanden am 6. November, die Rückspiele am 27. November 2003 statt.
|                       | Gesamt          |                                  | Hinspiel | Rückspiel |
| --------------------- | --------------- | -------------------------------- | -------- | --------- |
| Rosenborg Trondheim   | 1:0             | Roter Stern Belgrad              | 0:0      | 1:0       |
| Slavia Prag           | (a)2:2(a)       | Lewski Sofia                     | 2:2      | 0:0       |
| Spartak Moskau        | 5:3             | Dinamo Bukarest                  | 4:0      | 1:3       |
| Gaziantepspor         | 6:1             | RC Lens                          | 3:0      | 3:1       |
| Dinamo Zagreb         | 1:3             | FK Dnipro                        | 0:2      | 1:1       |
| FC Schalke 04         | 3:3 (1:3 i. E.) | Brøndby IF                       | 2:1      | 1:2 n. V. |
| FC Utrecht            | 0:4             | AJ Auxerre                       | 0:0      | 0:4       |
| Vålerenga IF          | 0:0 (4:3 i. E.) | Wisła Krakau                     | 0:0      | 0:0 n. V. |
| Girondins Bordeaux    | 2:1             | Heart of Midlothian              | 0:1      | 2:0       |
| Gençlerbirliği Ankara | 4:1             | Sporting Lissabon                | 1:1      | 3:0       |
| Panionios Athen       | 0:5             | FC Barcelona                     | 0:3      | 0:2       |
| FC Villarreal         | 2:1             | Torpedo Moskau                   | 2:0      | 0:1       |
| Steaua Bukarest       | 1:2             | FC Liverpool                     | 1:1      | 0:1       |
| PAOK Thessaloniki     | (a)1:1(a)       | Debreceni VSC                    | 1:1      | 0:0       |
| FC Kopenhagen         | 2:3             | RCD Mallorca                     | 1:2      | 1:1       |
| Borussia Dortmund     | 2:6             | FC Sochaux-Montbéliard           | 2:2      | 0:4       |
| FC Basel              | 2:4             | Newcastle United                 | 2:3      | 0:1       |
| SV Austria Salzburg   | 0:9             | AC Parma                         | 0:4      | 0:5       |
| Feyenoord Rotterdam   | 1:3             | FK Teplice                       | 0:2      | 1:1       |
| AC Perugia Calcio     | 3:1             | Aris Saloniki                    | 2:0      | 1:1       |
| AS Rom                | 2:1             | Hajduk Split                     | 1:0      | 1:1       |
| Manchester City       | (a)1:1(a)       | Dyskobolia Grodzisk Wielkopolski | 1:1      | 0:0       |
| Benfica Lissabon      | 5:1             | Molde FK                         | 3:1      | 2:0       |
| FC Valencia           | 4:0             | Maccabi Haifa                    | 0:0      | 4:0       |

## 3. Runde
Celtic Glasgow, Inter Mailand, PSV Eindhoven, Galatasaray Istanbul, Panathinaikos Athen, Olympique Marseille, Beşiktaş Istanbul und der FC Brügge qualifizierten sich als Gruppendritte der Gruppenphase der UEFA Champions League 2003/04 für die 3. Runde.
Die Hinspiele fanden am 26. Februar, die Rückspiele am 3. März 2004 statt.
|                                  | Gesamt    |                       | Hinspiel | Rückspiel |
| -------------------------------- | --------- | --------------------- | -------- | --------- |
| Spartak Moskau                   | 1:3       | RCD Mallorca          | 0:3      | 1:0       |
| Vålerenga IF                     | 2:4       | Newcastle United      | 1:1      | 1:3       |
| Dyskobolia Grodzisk Wielkopolski | 1:5       | Girondins Bordeaux    | 0:1      | 1:4       |
| Gaziantepspor                    | 1:2       | AS Rom                | 1:0      | 0:2       |
| Olympique Marseille              | 1:0       | FK Dnipro             | 1:0      | 0:0       |
| AC Perugia Calcio                | 1:3       | PSV Eindhoven         | 0:0      | 1:3       |
| Galatasaray Istanbul             | 2:5       | FC Villarreal         | 2:2      | 0:3       |
| AC Parma                         | 0:4       | Gençlerbirliği Ankara | 0:1      | 0:3       |
| AJ Auxerre                       | 1:0       | Panathinaikos Athen   | 0:0      | 1:0       |
| Brøndby IF                       | 1:3       | FC Barcelona          | 0:1      | 1:2       |
| FC Brügge                        | 1:0       | Debreceni VSC         | 1:0      | 0:0       |
| Celtic Glasgow                   | 3:1       | FK Teplice            | 3:0      | 0:1       |
| FC Sochaux-Montbéliard           | (a)2:2(a) | Inter Mailand         | 2:2      | 0:0       |
| FC Liverpool                     | 6:2       | Lewski Sofia          | 2:0      | 4:2       |
| FC Valencia                      | 5:2       | Beşiktaş Istanbul     | 3:2      | 2:0       |
| Benfica Lissabon                 | (a)2:2(a) | Rosenborg Trondheim   | 1:0      | 1:2       |

## Achtelfinale
Die Hinspiele fanden am 11. März, die Rückspiele am 25. März 2004 statt.
|                       | Gesamt |                     | Hinspiel | Rückspiel |
| --------------------- | ------ | ------------------- | -------- | --------- |
| Girondins Bordeaux    | 4:1    | FC Brügge           | 3:1      | 1:0       |
| Gençlerbirliği Ankara | 1:2    | FC Valencia         | 1:0      | 0:2 n.SG  |
| AJ Auxerre            | 1:4    | PSV Eindhoven       | 1:1      | 0:3       |
| Newcastle United      | 7:1    | RCD Mallorca        | 4:1      | 3:0       |
| Celtic Glasgow        | 1:0    | FC Barcelona        | 1:0      | 0:0       |
| Benfica Lissabon      | 3:4    | Inter Mailand       | 0:0      | 3:4       |
| FC Liverpool          | 2:3    | Olympique Marseille | 1:1      | 1:2       |
| FC Villarreal         | 3:2    | AS Rom              | 2:0      | 1:2       |

## Viertelfinale
Die Hinspiele fanden am 8. April, die Rückspiele am 14. April 2004 statt.
|                     | Gesamt |                  | Hinspiel | Rückspiel |
| ------------------- | ------ | ---------------- | -------- | --------- |
| Girondins Bordeaux  | 2:4    | FC Valencia      | 1:2      | 1:2       |
| PSV Eindhoven       | 2:3    | Newcastle United | 1:1      | 1:2       |
| Olympique Marseille | 2:0    | Inter Mailand    | 1:0      | 1:0       |
| Celtic Glasgow      | 1:3    | FC Villarreal    | 1:1      | 0:2       |

## Halbfinale
Die Hinspiele fanden am 22. April, die Rückspiele am 6. Mai 2004 statt.
|                  | Gesamt |                     | Hinspiel | Rückspiel |
| ---------------- | ------ | ------------------- | -------- | --------- |
| Newcastle United | 0:2    | Olympique Marseille | 0:0      | 0:2       |
| FC Villarreal    | 0:1    | FC Valencia         | 0:0      | 0:1       |

## Finale
| FC Valencia                                  | FC Valencia | Olympique Marseille | Olympique Marseille | Aufstellung                                       |
| -------------------------------------------- | --- | --- | ------------------- | ------------------------------------------------- |
| FC Valencia                                  | \| 19. Mai 2004 in Göteborg (Ullevi-Stadion) \| \| Ergebnis: 2:0 (1:0) \| \| Zuschauer: 43.000 \| \| Schiedsrichter: Pierluigi Collina ( Italien) \| | \| 19. Mai 2004 in Göteborg (Ullevi-Stadion) \| \| Ergebnis: 2:0 (1:0) \| \| Zuschauer: 43.000 \| \| Schiedsrichter: Pierluigi Collina ( Italien) \| | Olympique Marseille | Aufstellung FC Valencia gegen Olympique Marseille |
| FC Valencia                                  | Santiago Cañizares – Curro Torres, Roberto Ayala, Carlos Marchena (86. Mauricio Pellegrino), Amedeo Carboni – Francisco Rufete (64. Pablo Aimar), David Albelda , Rubén Baraja, Vicente – Mista, Miguel Ángel Angulo (82. Mohamed Sissoko) Cheftrainer: Rafael Benítez | Fabien Barthez – Habib Beye, Abdoulaye Méïté, Demetrius Ferreira, Manuel dos Santos Fernandes – Mathieu Flamini (71. Laurent Batlles), Brahim Hemdani , Sylvain N’Diaye (84. Fabio Celestini), Camel Meriem (45.+1 Jérémy Gavanon) – Didier Drogba, Steve Marlet Cheftrainer: José Anigo | Olympique Marseille | Aufstellung FC Valencia gegen Olympique Marseille |
| FC Valencia                                  | 1:0 Vicente (45.+3', Elfmeter) 2:0 Mista (58.) | | Olympique Marseille | Aufstellung FC Valencia gegen Olympique Marseille |
| FC Valencia                                  | Vicente, Amedeo Carboni | Steve Marlet, Didier Drogba | Olympique Marseille | Aufstellung FC Valencia gegen Olympique Marseille |
| FC Valencia                                  | Fabien Barthez (45., Notbremse) | | Olympique Marseille | Aufstellung FC Valencia gegen Olympique Marseille |
| 19. Mai 2004 in Göteborg (Ullevi-Stadion)    | | |                     |                                                   |
| Ergebnis: 2:0 (1:0)                          | | |                     |                                                   |
| Zuschauer: 43.000                            | | |                     |                                                   |
| Schiedsrichter: Pierluigi Collina ( Italien) | | |                     |                                                   |

## Beste Torschützen
ohne Qualifikationsrunde
| Rang | Spieler        | Klub                | Tore |
| ---- | -------------- | ------------------- | ---- |
| 1    | Sonny Anderson | FC Villarreal       | 7    |
| 2    | Mateja Kežman  | PSV Eindhoven       | 6    |
|      | Didier Drogba  | Olympique Marseille | 6    |
|      | Alan Shearer   | Newcastle United    | 6    |
| 5    | Nuno Gomes     | Benfica Lissabon    | 5    |
|      | Craig Bellamy  | Newcastle United    | 5    |
|      | Mista          | FC Valencia         | 5    |
|      | Albert Riera   | Girondins Bordeaux  | 5    |

## Eingesetzte Spieler FC Valencia
| FC Valencia | |
| FC Valencia | - Tor: Santiago Cañizares (7/–); Andrés Palop (6/–) - Abwehr: Amedeo Carboni (11/–); Roberto Ayala (10/–); Javier Garrido (10/–); Mauricio Pellegrino (8/1); Carlos Marchena (8/–); Curro Torres (8/–); David Navarro (6/1); Raúl Albiol (2/–); Fábio Aurélio (2/–) - Mittelfeld: Rubén Baraja (11/2); Francisco Rufete (11/2); Fabián Canobbio (10/1); Mohamed Sissoko (9/1); David Albelda (8/1); Pablo Aimar (8/–); Xisco (8/–); Vicente (6/2) - Sturm: Mista (8/5); Miguel Ángel Angulo (8/2); Ricardo Oliveira (6/1); Juan Sánchez (6/1) - Trainer: Rafael Benítez |